# Declaració de Chivasso
Declaració de Chivasso fou un document signat el 19 de desembre de 1943 a Chivasso (Piemont) en una reunió clandestina dels principals dirigents de la Resistència italiana a les valls alpines, i que reconeixia el dret a l'autonomia de la Vall d'Aosta. Hi participaren els valdostans Émile Chanoux i Ernest Page, mentre que Federico Chabod hi enviava un document i Lino Binel no hi podia anar per trobar-se a la presó. Per les Valls Occitanes hi assistiren Osvaldo Coïsson i Gustavo Malan, vinguts de Torre Pellice, i Giorgio Peyronel i Marco Alberto Rollier, de la Universitat i del Politècnic de Milà.

## Text de la declaració
| « | Declaració dels Drets de les poblacions alpines Nosaltres, en nom de la població dels Alps, Tenint en compte que: La llibertat de la llengua i la religió són condicions essencials per a la preservació de la personalitat humana; aquesta llibertat pot ser exercida i protegida només per institucions polítiques i administratives autònomes del govern central; que les poblacions alpines han patit, més que tota la població d'Itàlia, la política de centralisme administratiu de l'estat italià que ha portat al seu actual deteriorament; que una organització de base federal, o almenys en gran part descentralitzat política i administrativament, de l'Estat italià és un requisit previ perquè totes les regions italianes pugin desenvolupar-se espiritualment i econòmicament i garantir, amb el seu desenvolupament harmoniós, el renaixement de tota la nació; que una gran autonomia política i administrativa, amb els principis federalistes, sobre una base regional i per regió, és l'única garantia contra el retorn a la dictadura, que va ser trobat en l'estat centralista italià un instrument per al seu domini al país; Fidel a les millors tradicions del Risorgimento, Declarem que: 1r - El dret de parlar en públic, a ensenyar a les escoles públiques i utilitzar la llengua pròpia en tots els sectors públic i privat és un dret essencial de l'home, que ha de ser aprovat per les lleis fonamentals de l'Estat i garantit pels tractats internacionals; 2n - Les poblacions alpines, que tenen les característiques ètniques, lingüístiques, culturals i religioses pròpies i una forta tradició de govern autònom, reivindiquen el dret a constituir-se, dins el marc general a l'Estat italià, en comunitats politicoadministratives autònomes, i que els siguin assignades les funcions públiques no són estrictament competència del govern central. Reclamem, en particular, una total autonomia en matèria educativa i cultural, en matèria econòmica i agrària, pel que fa a les obres públiques i l'ordre públic, en els assumptes purament locals. Subordinem Al reconeixement dels nostres drets fonamentals, l'adhesió a qualsevol moviment polític italià. Esperem Que en la nova organització de l'Estat italià, també s'acceptin aquests principis en el respecte de les diferents regions històriques d'Itàlia, en la creença que la forma federal o descentralitzada en gran manera, en aquest moment històric, és la millor que podria assumir l'estat italià. | » |
| — (Declaració dels Drets de les poblacions alpines, proposada per Émili Chanoux i ratificat 19 de desembre de 1943) | |   |